# دولت‌آباد (بخش مرکزی نیشابور)
دولت‌آباد ، روستایی از توابع بخش مرکزی شهرستان نیشابور در استان خراسان رضوی ایران است. فاصلهٔ این روستا با مرکز دهستان مازول حدود ۶ کیلومتر، با نیشابور ۲ کیلومتر و با تهران ۷۷۰ کیلومتر است.

## جمعیت
این روستا در دهستان مازول قرار دارد و بر اساس سرشماری سال ۱۳۹۰ جمعیت آن ۴۱۵ نفر (۱۱۰ خانوار و ۲۱۳ مرد و ۲۰۲ زن) بوده‌است. اکثریت جمعیت در بخش شمالی روستا ساکن هستند

## جغرافیا
این روستا در ۱۸ کیلومتری غرب شهر نیشابور واقع است. این روستا در ارتفاع ۱۵۵۰ متری سطح دریا و با قرار گرفتن در اقلیم دشت مجاور دامنه‌های جنوبی رشته کوه‌های بینالود دارای اب و هوای نیمه خشک و پوشش گیاهی مراتع درجه ۴ به بالاست.

## تقاطع دولت‌آباد
در جنوب غرب نیشابور تقاطع بزرگ و قدیمی وجود دارد به نام دولت‌آباد که ۴ مسیر اصلی به آن متصل می‌شوند. این مکان یکی از نقاط مهم مواصلاتی خراسان بزرگ و یکی از نقاط مهم مواصلاتی کشور است؛ از آن جا که حداقل ۴ استان را به هم متصل می‌سازد. مسیرهای منتهی به آن که در ورودی شهر نیشابور واقع شده است تا ۱۰۰۰ کیلومتر را پوشش می‌دهد.پل دولت آباد 
- جنوب غربی (سمنان و تهران): منتهی به شهرهای شاهرود، سمنان، تهران، کرج و تبریز
- شمال شرق (خراسان رضوی): منتهی به شهرهای خرو، قدمگاه، بینالود، فریمان، مشهد، سرخس و ...
- شمال غرب (خراسان شمالی): منتهی به شهرهای فیروزه، قوچان، سرولایت، جوین، اسفراین و ...
- جنوب شرقی (خراسان جنوبی): منتهی به شهرهای کدکن، کاشمر، مه ولات، گناباد، بیرجند و ...